# Litoria wisselensis
Espèce
Synonymes
- Hyla wisselensis Tyler, 1968

Statut de conservation UICN

 VU D2 : Vulnérable
Litoria wisselensis est une espèce d'amphibiens de la famille des Pelodryadidae.

## Répartition
Cette espèce est endémique de Nouvelle-Guinée occidentale en Indonésie. Elle se rencontre dans les environs d'Enarotali dans la province de Papouasie vers 1 700 m d'altitude dans les monts Maoke,.

## Description
Litoria wisselensis mesure de 24 à 32 mm pour les mâles et de 29 à 37 mm pour les femelles. Sa coloration est extrêmement variable allant du bleu au brun avec ou sans taches claires ou foncées.

## Étymologie
Son nom d'espèce, composé de wissel et du suffixe latin -ensis, « qui vit dans, qui habite », lui a été donné en référence au lieu de sa découverte, dans la région des lacs Wissel dans les monts Maoke.

## Publication originale
- Tyler, 1968 : Papuan hylid frogs of the genus Hyla. Zoologische verhandelingen, vol. 96, p. 1-203 (texte intégral).